# Gemeine Eichengallwespe

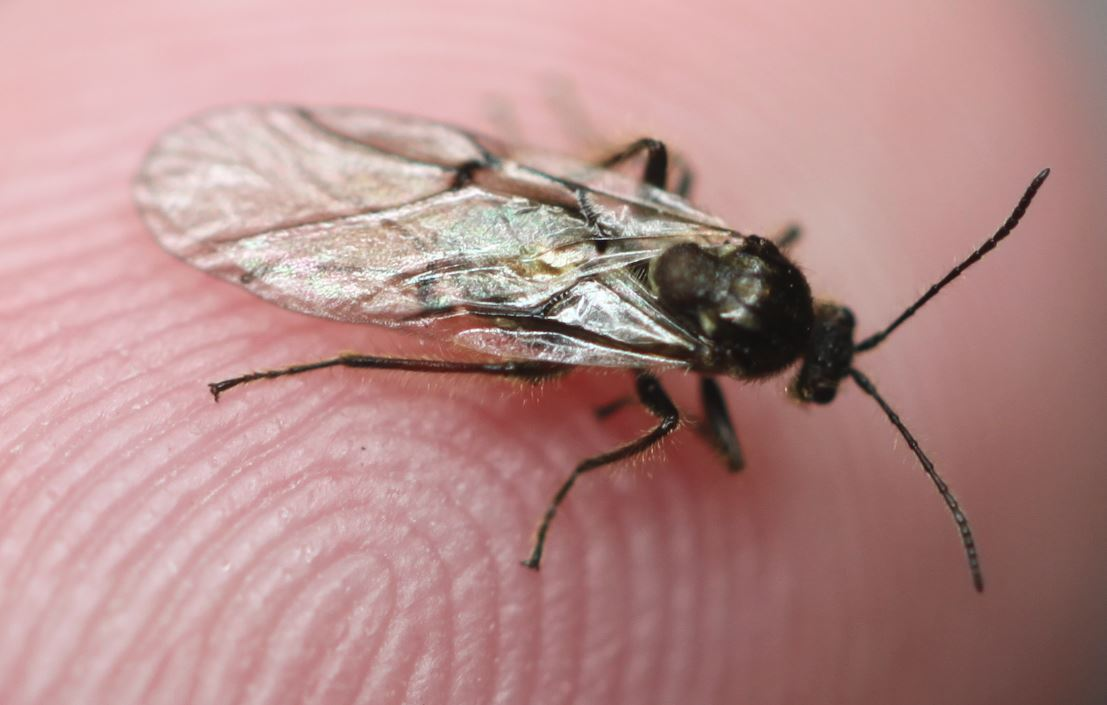
Wintergeneration

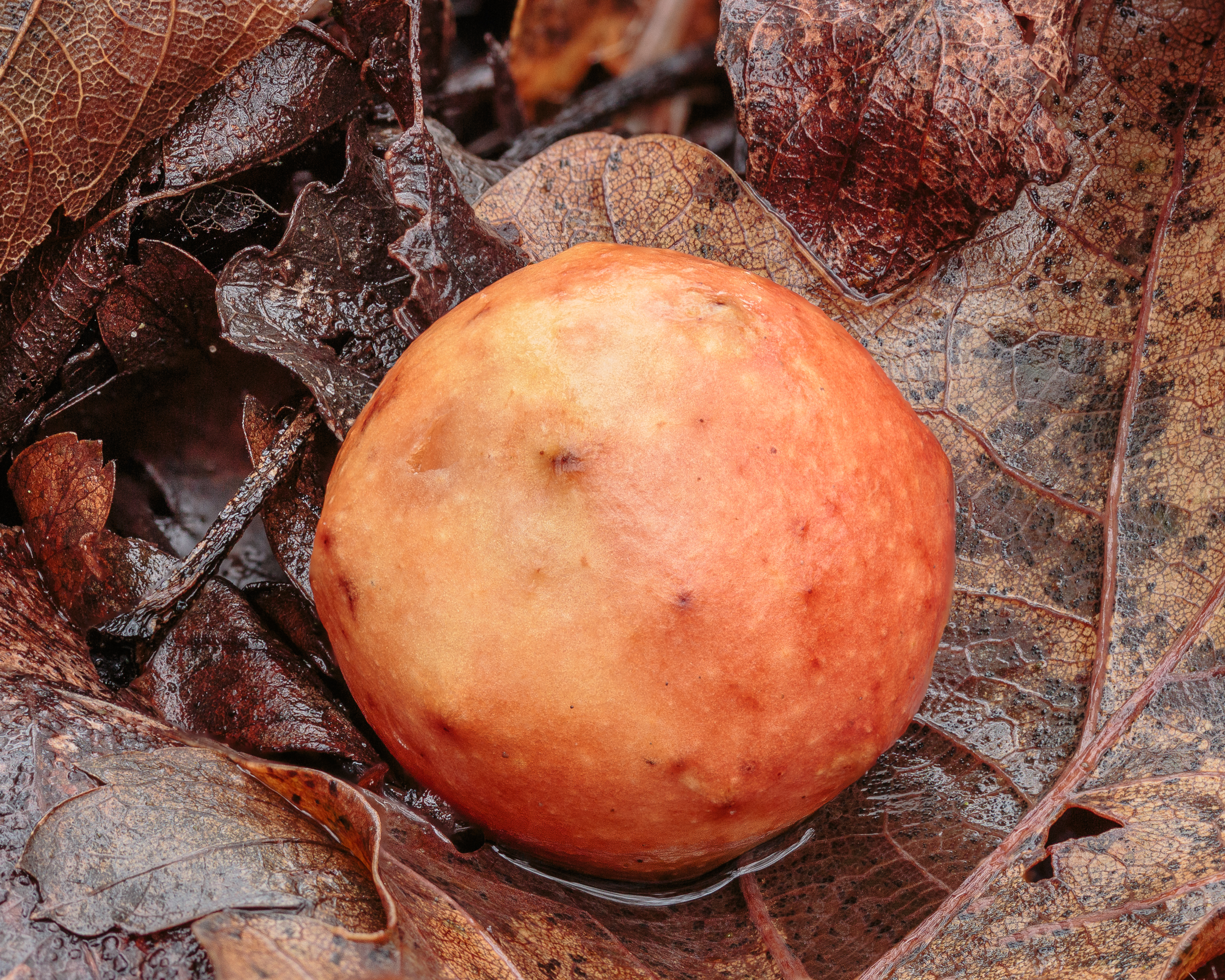
Gallapfel der Gemeinen Eichengallwespe

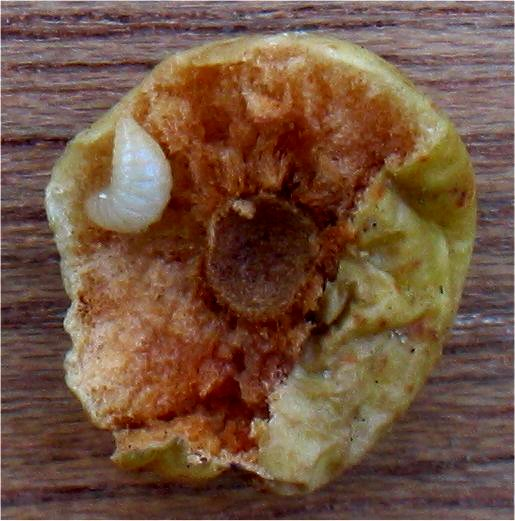
Querschnitt durch einen Gallapfel; Links oben die Larve der Eichengallwespe

Die Gemeine Eichengallwespe  (Cynips quercusfolii) ist ein Vertreter der Familie der Gallwespen (Cynipidae). Die bis drei Millimeter große Wespe entwickelt sich wie die meisten Gallwespen an Eichen, wobei sie typische Gallen an der Unterseite der Eichenblätter bildet.

## Galle
Die Galle der ungeschlechtlichen Generation (Gallapfel) sitzt an Adern auf der Blattunterseite von Eichenblättern. Es handelt sich um eine kugelige, grün, später rot gefärbte Galle von 10 bis 22 Millimeter Durchmesser. Die Oberfläche ist ganz glatt oder trägt zerstreut kleine Warzen. Die Galle ist fleischig und dickwandig, nach der Reife wird sie braun und schrumpelt zusammen. Die Larvenkammer im Inneren ist 3 bis 4 Millimeter groß, pro Galle nur eine Kammer mit einer Larve darin. Beim Öffnen der noch fleischigen Galle verfärbt sich deren Inneres beim Luftkontakt blauschwarz.

## Insekt
Die Wespe ist voll geflügelt und in allen Teilen schwarzbraun bis schwarz gefärbt, selten mit kleinen rötlichen Aufhellungen. Zwischen Scutellum und Mesonotum ist eine erkennbare Naht ausgebildet, der Vorderrand des Scutellums ist leistenförmig erhöht, dieses trägt außerdem eine bogige Querfurche. Am Kopf sind die Wangen (Genae) höchstens halb so lang wie die Augen, der Kopf ist nach hinten schwach verbreitert (ungeschlechtliche Generation) oder nicht verbreitert (geschlechtliche Generation). Die Krallen sind deutlich zweizähnig. Das zweite Tergit des Hinterleibs ist oben zungenförmig verlängert. Auf der Bauchseite trägt das Weibchen hinten eine kurze, zahnförmige Verlängerung.
Bei der ungeschlechtlichen Generation sind Kopf und Thorax lang behaart, auch die dreizehngliedrigen Antennen sind zottig behaart. Bei der geschlechtlichen Generation ist der Körper größtenteils kahl. Die Antennen sind beim Weibchen vierzehn-, beim Männchen fünfzehngliedrig und nur schwach behaart.

## Lebensweise
Die Gemeine Eichengallwespe kommt im Laufe des Jahres in zwei Generationen vor, wobei sich eine zweigeschlechtlich, die andere parthenogenetisch fortpflanzt. Dabei legt das Weibchen nach der Paarung im Sommer seine Eier in die Blätter der Eichen, an deren Unterseite sich die bekannten bis zu zwei Zentimeter langen Galläpfel bilden. Diese Gallen enthalten in ihrem Innern die Larve, die sich im Herbst verpuppt. Ab September sind im Inneren der Galle imaginale Wespen zu finden. Die Gallen lösen sich in der Regel vor dem herbstlichen Laubfall vom Blatt und fallen zu Boden. Im Spätherbst oder Winter (bis Januar, spätestens Anfang Februar) schlüpft aus den Gallen aus einem freigenagten, runden Ausschlupfloch eine ausschließlich aus Weibchen bestehende Generation, die ihre unbefruchteten Eier in die Spitzen von ruhenden (schlafenden) Zweigknospen an der Rinde älterer Stämme legen. Auch hier entsteht im April/Mai eine Galle, die jedoch nur zwei bis drei Millimeter groß wird und mit rötlichen Haaren besetzt ist. Aus dieser Galle schlüpfen im Mai bis Juni die Geschlechtstiere, die kleiner sind als die Tiere der Wintergeneration. Früher wurden die Vertreter der beiden Generationen für unterschiedliche Arten gehalten (Cynips quercusfolii und Spathegaster taschenbergi).
Cynips quercusfolii ist von zahlreichen Eichenarten (Quercus, Sektion Quercus) bekannt geworden. In Mitteleuropa sind dies vor allem Quercus petraea und Quercus robur, daneben auch Quercus pubescens. in anderen Klimazonen sind andere Arten bedeutsam, z. B. im Iran Quercus infectoria.
Wie bei Gallwespen in der Regel, wird auch diese Art stark von Parasitoiden befallen. Daneben kommen andere Gallwespenarten (Synergini) als Inquilinen vor. Bei diesen Arten legt das Weibchen sein Ei in die junge Galle der Eichengallwespe. Seine Larve verdrängt später deren Larve und übernimmt so die Galle für sich selbst. Bei einer Untersuchung in Südtirol wurde ein Inquiline (Synergus gallaepomaeformis) und vier parasitoide Erzwespen-Arten (Eurytoma brunniventris, Sycophila biguttata, Torymus nitens, Torymus cyaneus) nachgewiesen. Weitere Gallen waren von dem Rüsselkäfer Archarius pyrrhoceras zerfressen oder von Vögeln aufgehackt worden.

## Phylogenie
Eine molekulare Studie anhand homologer DNA-Sequenzen ergab eine zusammengehörige (monophyletische) Gattung Cynips. Nächstverwandte Art (Schwesterart) zu Cynips quercusfolii ist Cynips quercus.